# 에드워드 아놀드

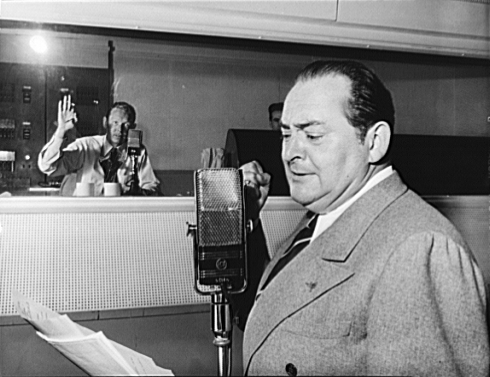

에드워드 아놀드(Edward Arnold, 1890년 2월 18일 ~ 1956년 4월 26일)는 미국의 배우, 자서전 작가, 연극 배우, 노동운동가, 영화배우이다.
뉴욕에서 태어났으며 엔시노에서 사망하였다. 사인은 뇌출혈이다.

## 영화
- 엔터테인먼트 (1974년)
- 대사의 딸 (1956년)
- 클라이막스! (1954년)
- 리빙 잇 업 (1954년)
- 애니여 총을 잡아라 (1950년) - 포니 빌 역
- 테이크 미 아웃 투 더 볼 게임 (1949년)
- 쓰리 다링 다터스 (1948년)
- 빅 시티 (1948년)
- 헉스터 (1947년)
- 내 남동생은 말과 이야기한다 (1947년)
- 노 리브, 노 러브 (1946년)
- 지그펠드 폴리스 (1946년)
- 키스밋(영어판) (1944년)
- 파킹튼 부인 (1944년) - 아모리 스틸햄 역
- 자니 이거 (1942년)
- 언홀리 파트너스 (1941년) - 메릴 램버트 역
- 악마와 다니엘 웹스터 (1941년)
- 존 도우를 찾아서 (1941년)
- 릴리언 러셀 (1940년)
- 자니 아폴로 (1940년)
- 바보의 기쁨 (1939년)
- 렛 프리덤 링 (1939년)
- 스미스씨 워싱톤 가다 (1939년) - 짐 테일러 역
- 우리 집의 낙원 (1938년) - 안소니 P. 커비 역
- 이지 리빙 (1937년)
- 뉴욕의 토스트 (1937년)
- 컴 앤 겟 잇 (1936년)
- 죄와 벌 (1935년)
- 새디 맥키 (1934년)
- 로마 스캔달 (1933년)
- 래스퓨틴 앤 더 엠프리스 (1932년)
- 쓰리 온 어 매치 (1932년) - 에이스 역
- 나는 탈옥수 (1932년)